# América Televisión
América Televisión ist das peruanische Fernsehprogramm der Mediengruppe Plural TV. Das Programm nahm den Betrieb am 15. Dezember 1958 auf.

## Sendungen

### Derzeit ausgestrahlte Sendungen
- América Noticias (Nachrichten)
  - América Noticias: Edición Central
  - América Noticias: Edición Dominical
  - América Noticias: Edición Mediodia
  - América Noticias: Edición Sabatina
  - América Noticias: Primera Edición
- América Deportes (Sport)
- Al aire
- Doctor TV
- Esto es guerra (Reality-Show)
- Esto es guerra Teens (Reality-Show)
- Estás en todas
- Cinescape
- TEC
- El reventonazo de la chola
- Americlub
- Apuesto por ti
- Dr. Vet
- Domingo al día
- Fútbol en América
- El show del fútbol
- Cuarto poder
- Sıla (Fernsehserie)
- María la del barrio (Telenovela)
- La usurpadora (Telenovela)
- Lo imperdonable (Telenovela)
- Amor de barrio (Telenovela)
- La rosa de Guadalupe (Fernsehserie)
- Al fondo hay sitio (Fernsehserie)
- Amor de madre (Telenovela)
- El Chavo del Ocho (Fernsehserie)
- El Chapulín Colorado (Fernsehserie)
- Chespirito (Fernsehserie)
- SpongeBob Schwammkopf (Animation)
- Power Rangers: Megaforce (Fernsehserie)
- Chicago Fire
- Pac-Man und die Geisterabenteuer (Animation)
- The Blacklist (Fernsehserie)
- Ultimate Fighting Championship (Sport)

### Ehemalige Sendungen
- Sin peros en la lengua
- A las once
- Pequeños Gigantes Peru
- Locura de amor (Fernsehserie)
- Gisela, el gran show
- Prensa Libre
- Así es la vida (Fernsehserie)
- Soledad (Telenovela)
- Milagros (Telenovela)
- Luz María (Telenovela)
- Isabella, mujer enamorada (Telenovela)
- María Emilia, querida (Telenovela)
- Leonela, muriendo de amor (Telenovela)